# دستگاه سه‌کاره
دستگاه سه‌کاره (انگلیسی: Tricorder) یک وسیله دستی تخیلی در مجموعه تلویزیونی پیشتازان فضا است که برای پویش (اسکن) محیط، تحلیل داده‌ها و ثبت اطلاعات استفاده می‌شود.
دستگاه سه‌کاره در نسخه انگلیسی این سریال، ترایکوردر نامیده می‌شود که کوتاه‌شده عبارت "TRI-function reCORDER" (ثبت‌کننده سه‌کاره) است. در سریال پیشتازان فضا این دستگاه‌ها از سوی یک نهاد تخیلی به نام اخترناوگان تهیه شده و در اختیار افسران و کارکنان گذاشته می‌شود.
سه نوع اصلی دستگاه‌های سه‌کاره عبارتند از استاندارد، پزشکی و مهندسی. نوع استاندارد برای بررسی اطلاعات محیط‌های جدید ناشناخته، کشف موجودات زنده در محیط‌های جدید، و بررسی داده‌های فنی استفاده می‌شود. نوع دوم یعنی سه‌کاره پزشکی برای تشخیص بیماری‌ها و گردآوری اطلاعات مربوط به کارکرد بدن بیماران استفاده دارد. نوع سوم برای تشخیص عیوب موتور سفینه و کارکرد دستگاه‌های مربوطه به‌کار می‌رود.